# Nieborów (gemeente)
De gemeente Nieborów is een landgemeente in het Poolse woiwodschap Łódź, in powiat Łowicki.
De zetel van de gemeente is in Nieborów.
Op 30 juni 2004 telde de gemeente 9498 inwoners.

## Oppervlakte gegevens
In 2002 bedroeg de totale oppervlakte van gemeente Nieborów 103,29 km², waarvan:
- agrarisch gebied: 75%
- bossen: 15%

De gemeente beslaat 10,46% van de totale oppervlakte van de powiat.

## Demografie
Stand op 30 juni 2004:
| Omschrijving                   | Totaal | Totaal | Vrouwen | Vrouwen | Mannen | Mannen |
| ------------------------------ | ------ | ------ | ------- | ------- | ------ | ------ |
| eenheid                        | aantal | %      | aantal  | %       | aantal | %      |
| inwoners                       | 9498   | 100    | 4907    | 51,7    | 4591   | 48,3   |
| bevolkingsdichtheid (inw./km²) | 92     | 92     | 47,5    | 47,5    | 44,4   | 44,4   |

In 2002 bedroeg het gemiddelde inkomen per inwoner 1177,96 zł.

## Aangrenzende gemeenten
- Bolimów,
- Kocierzew Południowy,
- Łowicz, Łowicz,
- Łyszkowice,
- Nowa Sucha,
- Skierniewice

## Administratieve plaatsen (Solectwo)
De gemeente omvat 19 sołectw:
- Arkadia,
- Bełchów (wieś),
- Bełchów (osiedle),
- Bednary dorp
- Bednary kolonia
- Bobrowniki,
- Chyleniec,
- Dzierzgów,
- Dzierzgówek,
- Janowice,
- Julianów,
- Karolew,
- Kompina,
- Michałówek,
- Mysłaków,
- Nieborów,
- Patoki,
- Piaski,
- Sypień